# Park Narodowy Otuquis
Park Narodowy Otuquis, właściwie Park Narodowy i Obszar Przyrodniczy Zintegrowanego Zarządzania Otuquis (hiszp. Parque nacional y área natural de manejo integrado Otuquis) – park narodowy w Boliwii położony w departamencie Santa Cruz, w prowincjach Cordillera (gminy Charagua i Puerto Suárez) i Germán Busch (gminy Puerto Quijarro i Carmen Rivero Tórrez). Został utworzony 31 lipca 1997 roku i zajmuje obszar 10 059,5 km².

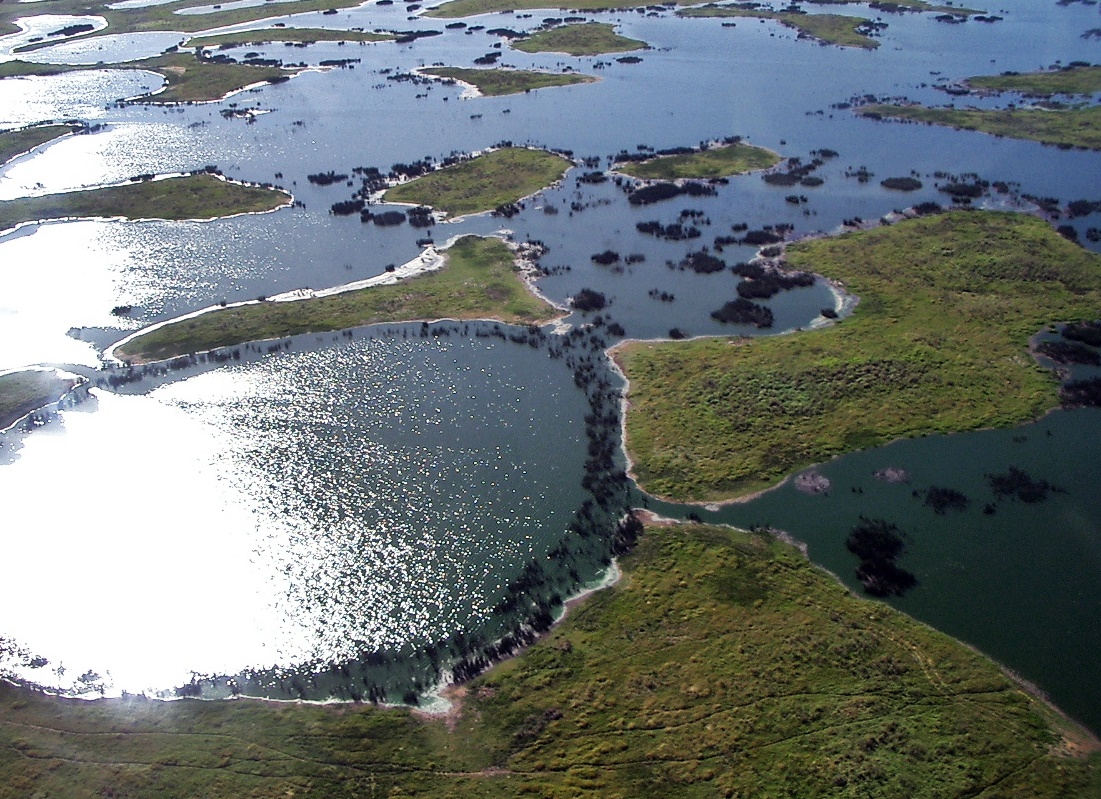
Pantanal

## Opis
Park obejmuje boliwijską część Pantanalu – jednego z największych na świecie obszarów podmokłych leżących na pograniczu brazylijsko-boliwijsko-paragwajskim. Od 2001 roku park jest wpisany na listę konwencji ramsarskiej. W 2008 roku został zakwalifikowany przez BirdLife International jako ostoja ptaków IBA. Część brazylijska, gdzie znajduje się Park Narodowy Pantanal Matogrossense, została w 2000 roku wpisana na listę światowego dziedzictwa UNESCO.
Obszar parku to równina o wysokościach od 80 do 180 m n.p.m. Występują tu trzy ekoregiony: tropikalne lasy suche, sawanny Cerrado i równiny zalewowe.
Klimat zwrotnikowy monsunowy. Średnia roczna temperatura oscyluje między +21 °C a +31 °C. Czasami temperatura spada poniżej +2 °C z powodu południowych wiatrów w zimie. Średnie roczne opady wynoszą od 702 mm do 1558 mm.

## Flora
Na wyżej położonych obszarach rośnie narażona na wyginięcie (VU) Cedrela fissilis, a także m.in.: Caesalpinia pluviosa, Astronium urundeuva, Terminalia argentea, Anadenanthera colubrina, Tabebuia ochraceae, Astronium fraxinifolium, Bowdichia virgilioides, Caryocar brasiliensis, Qualea cordata, Tabebuia aurea, Pithecellobium paraguense, Schinopsis brasiliensis, Acrocomia totai, Acosmium cardenasii, Guarea machrophylla, Gallesia integrifolia, Copernicia alba i Attalea phalerata.
Na sawannach i torfowiskach (bofedale) występuje m.in.: Oxychloe andina, Puccinella frigida, Stipa frigida, Werneria pomposa, Ranunculus uniflorus, Festuca orthophylla, Deyeuxia curvula i Senecio puchii, a na terenach podmokłych i w wodach przybrzeżnych Lilaeopsis macloviana, Myriophyllum prettynsis i rdestnica nitkowata.

## Fauna
Fauna w parku nie jest do końca zbadana. Zarejestrowano do tej pory 59 gatunków ssaków. Są to zagrożone wyginięciem (EN) arirania amazońska i pekarczyk czakoański, narażone na wyginięcie (VU) jeleniak bagienny, zębolita olbrzymia, mrówkojad wielki i tapir amerykański, a także  m.in.: pampasowiec grzywiasty, pakożer leśny, jaguar amerykański, puma płowa, wydrak długoogonowy, hirara amerykańska, ocelot wielki, sarniak pampasowy, mazama ruda, mazama szara, Callicebus moloch, uistiti czarnogoonowa.
Odnotowano 162 gatunki ptaków. Są to zagrożona wyginięciem (EN) urubitinga czubata, a także m.in.: żabiru amerykański, harpia gujańska, rybołów, murawnik brodaty, dławigad amerykański, ara żółtoszyja, piżmówka, pustelnik ochrowy, nandu szare.
W parku żyje 35 gatunków gadów i 24 gatunki płazów. Są to narażony na wyginięcie (VU) żabuti leśny, a także m.in.: boa dusiciel, anakonda żółta, kajman żakare, legwan zielony, Dracaena paraguayensis, żabuti czarny, Acanthochelys macrocephala.